# Жигелія
Жигелія (рум. Jigălia) — село у повіті Васлуй в Румунії. Входить до складу комуни Шулетя.
Село розташоване на відстані 252 км на північний схід від Бухареста, 39 км на південь від Васлуя, 97 км на південь від Ясс, 98 км на північ від Галаца.

## Населення
За даними перепису населення 2002 року у селі проживали 295 осіб, усі — румуни. Усі жителі села рідною мовою назвали румунську.